# Harry Teague

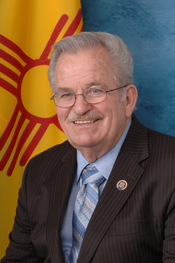
Harry Teague

Harry Teague, född 29 juni 1949 i Gracemont i Oklahoma, är en amerikansk demokratisk politiker. Han representerar delstaten New Mexicos andra distrikt i USA:s representanthus sedan 2009.
Teague var nio år gammal då hans familj flyttade till New Mexico. Han gick i skola i Hobbs High School i Hobbs. Han var sedan verksam som affärsman inom oljeindustrin i Lea County.
Kongressledamoten Steve Pearce kandiderade utan framgång i senatsvalet 2008. Teague besegrade republikanen Edward R. Tinsley i kongressvalet och efterträdde Pearce i representanthuset i januari 2009.